# Пулатов, Камал
Камал Пулатов (1918 — ?) — красноармеец Рабоче-крестьянской Красной Армии, участник Великой Отечественной войны, Герой Советского Союза (1943), указ о награждении отменён в 1947 году.

## Биография
Камал Пулатов родился в кишлаке Аттарак Ляглякинского сельского поселения Ромитанского района Бухарской области (ныне — территория Узбекистана). По национальности узбек. До начала Великой Отечественной войны работал в колхозе имени Ленина.
К декабрю 1942 года красноармеец Пулатов занимал должность заряжающего орудия 13-го отдельного конного дивизиона 61-й кавалерийской дивизии 4-го кавалерийского корпуса Южного фронта.
В ходе Сталинградской битвы в начале декабря 1942 года с гранатами в руках Пулатов бросился к немецкому танку, подорвав его. Пулатов был сочтён погибшим, о чём было доложено наверх. 21 апреля 1943 года Указом Президиума Верховного Совета СССР красноармеец Камал Пулатов был удостоен высокого звания Героя Советского Союза посмертно. На самом деле Пулатов не погиб, а попал в немецкий плен.
В годы войны в Узбекской ССР распространялись листовки, посвящённые Пулатову. Через три дня после подписания Указа о присвоении звания Героя газета «Правда Востока» посвятила описанию его подвига свою первую полосу.
3 мая 1945 года освобождён из плена и после проверки направлен для дальнейшего прохождения службы в 1149-й стрелковый полк 353-й стрелковой дивизии. 28 мая 1945 года демобилизован. Вернулся домой. Жил и работал в колхозе имени Ленина Ромитанского района Бухарской области.
24 сентября 1946 года Бухарский облисполком просил возбудить ходатайство перед Президиумом Верховного Совета СССР «…об отмене Указа Президиума Верховного Совета СССР от 21.4.1943 о присвоении звания …Пулатову …посмертно, так как Пулатов Камала геройских подвигов не совершал, под танк с гранатой не бросался. Он жив…»
14 октября 1947 года Указ о присвоении Пулатову звания Героя был отменён «в связи с необоснованным представлением».
Дальнейшая судьба Пулатова неизвестна.